# Doris Betts
Doris Betts (Statesville, 4 giugno 1932 – Pittsboro, 21 aprile 2012) è stata una scrittrice statunitense.

## Biografia
Doris Betts nasce il 4 giugno 1932 a Statesville, nella Carolina del Nord. 
Compie gli studi all'Università della Carolina del Nord a Greensboro e inizia a lavorare come giornalista prima di esordire nel 1954 con la raccolta The Gentle Insurrection. 
Insegnante di letteratura inglese e scrittura creativa all'Università della Carolina del Nord a Chapel Hill per 30 anni, pubblica nell'arco della sua carriera sei romanzi e tre raccolte di racconti ottenendo numerosi riconoscimenti.
Muore dopo una lunga battaglia contro il cancro il 21 aprile 2012 nella sua casa di Pittsboro, nella Carolina del Nord.

## Opere

### Romanzi
- L'ombra alle spalle (Tall Houses in Winter) (1957), Milano, Rizzoli, 1959 traduzione di Lydia Magliano
- The Scarlet Thread (1965)
- The River to Pickle Beach (1972)
- Heading West: A Novel (1981)
- Souls Raised from the Dead (1994)
- The Sharp Teeth of Love (1998)

### Racconti
- The Gentle Insurrection (1954)
- The Astronomer and Other Stories (1966)
- Beasts of the Southern Wild and Other Stories (1973)

## Premi e riconoscimenti
- Guggenheim Fellowship: 1958
- Premio Dos Passos: 1983